# DDR heute

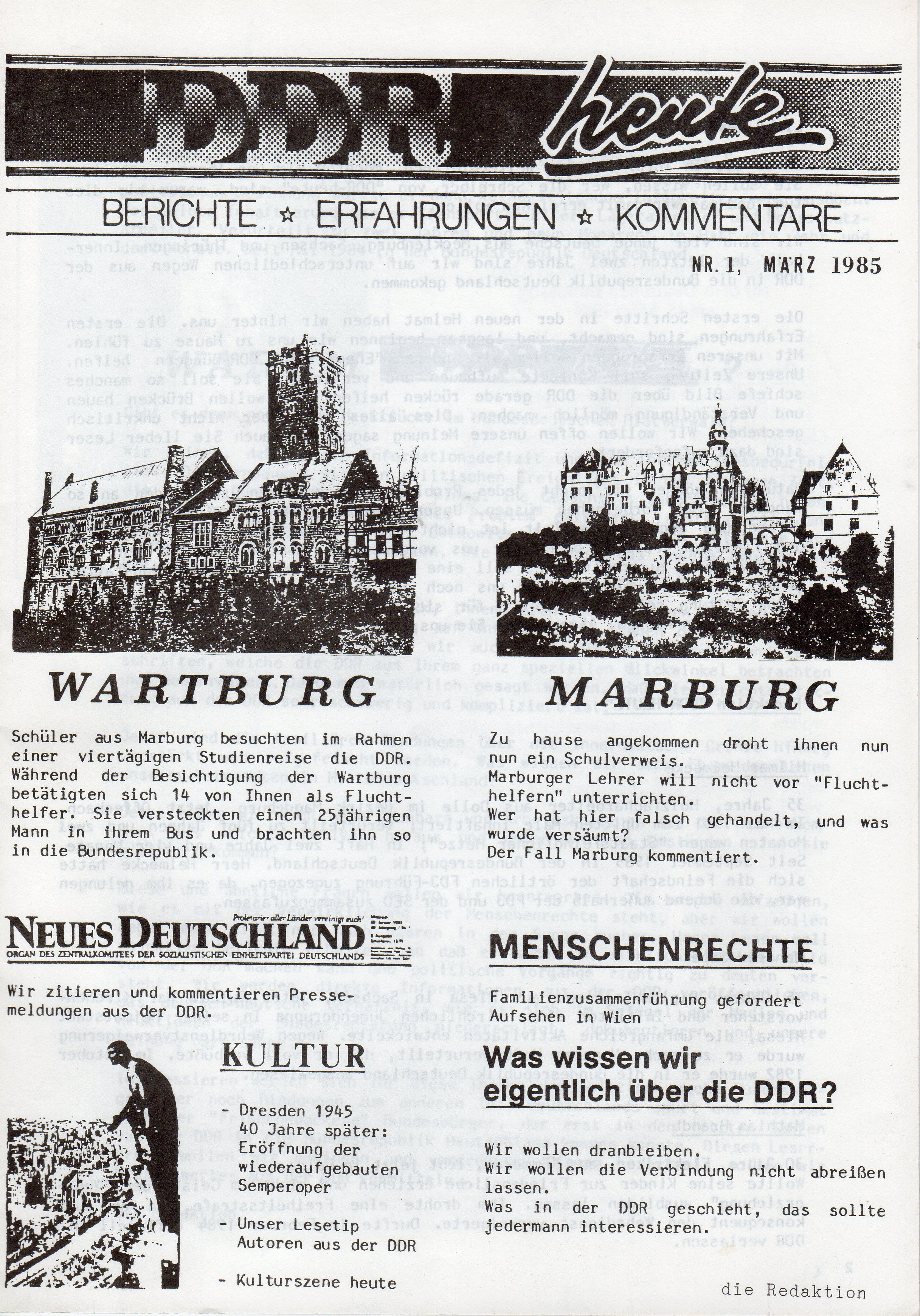
Nr. 1, 1985

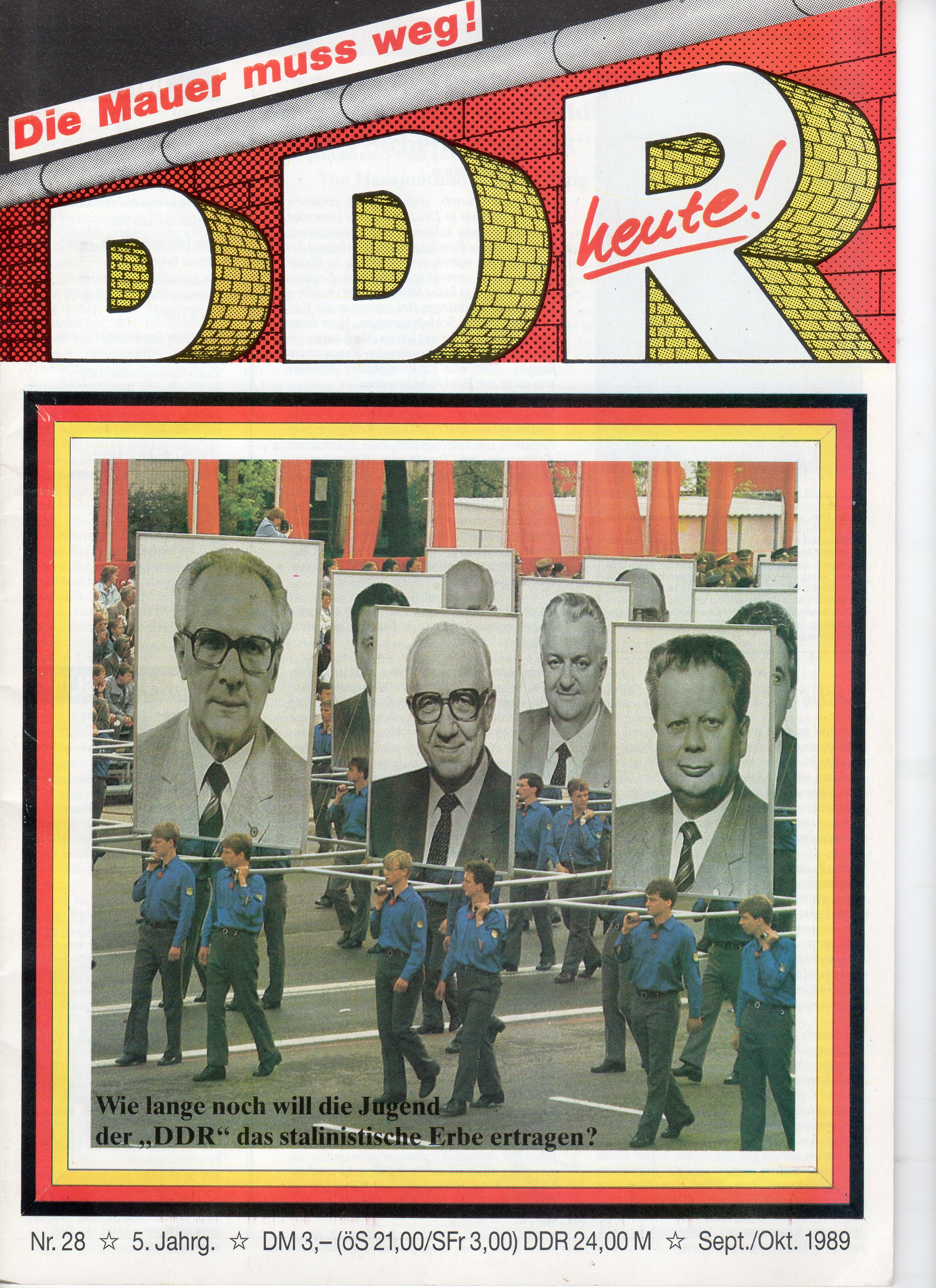
Nr. 28

DDR heute war der Titel einer von März 1985 bis Mai 1990 unter der Schirmherrschaft der Internationalen Gesellschaft für Menschenrechte (IGFM) in Frankfurt am Main herausgegebenen Zeitung. In diesem Zeitraum wurden 30 Nummern gedruckt.

## Gründung und Redaktion
Von der IGFM gefördert, bildete sich eine Redaktion aus vier jungen Männern, die zwischen 1982 und 1984 auf unterschiedlichen Wegen aus der DDR in die Bundesrepublik gekommen waren. Drei von ihnen hatten Haftstrafen in DDR-Gefängnissen verbüßt bzw. waren aus der Haft von der Bundesrepublik freigekauft worden.
Manfred Jope aus Riesa a. d. Elbe, Nikolaus Fleck aus Leipzig, Hilmar Helmecke aus Brandenburg und Mathias Brand aus Sömmerda gründeten die Zeitung „DDR heute“. Später kamen noch Ehrhard Göhl aus Darmstadt (bekannt als „Vater der ehemaligen politischen DDR-Häftlinge“) und Siegmar Faust aus Leipzig dazu.

## Zeitungsinhalt und Autoren
Das „schiefe Bild“, das in den 1980er Jahren viele Bundesbürger von der DDR hätten, sollte nach eigenem Bekunden geradegerückt werden. Den aus Sicht der Herausgeber verbreiteten Mythen und Schönfärbereien sollte die Realität der DDR gegenübergestellt werden. Nicht zuletzt ging es um die Situation der politischen Häftlinge in den DDR-Gefängnissen. Hier konnte sich die Redaktion auf aktuelle Berichte und auch auf eigene Erfahrungen stützen. „Verständnis wecken und Brücken bauen“ war das Motto der Zeitschrift. Viele Autoren beteiligten sich häufig ohne Honorarforderungen. Ebenso kostenlos machte die Zeitung Werbung für politische Veranstaltungen und DDR-bezogene Literatur.

## Gestaltung
Die Zeitung erschien anfangs in Schwarz-Weiß, im A4-Format und hatte 24 Seiten. Später gab es auch Hochglanztitelbilder und teilweise farbige Bilder. Einzige professionelle und bezahlte Leistung war die Gestaltung des Zeitungskopfes durch den Graphiker Gero Hilliger, wie sich später herausstellte, einem Agenten der Staatssicherheit der DDR.